# Coroa de Santo Estêvão

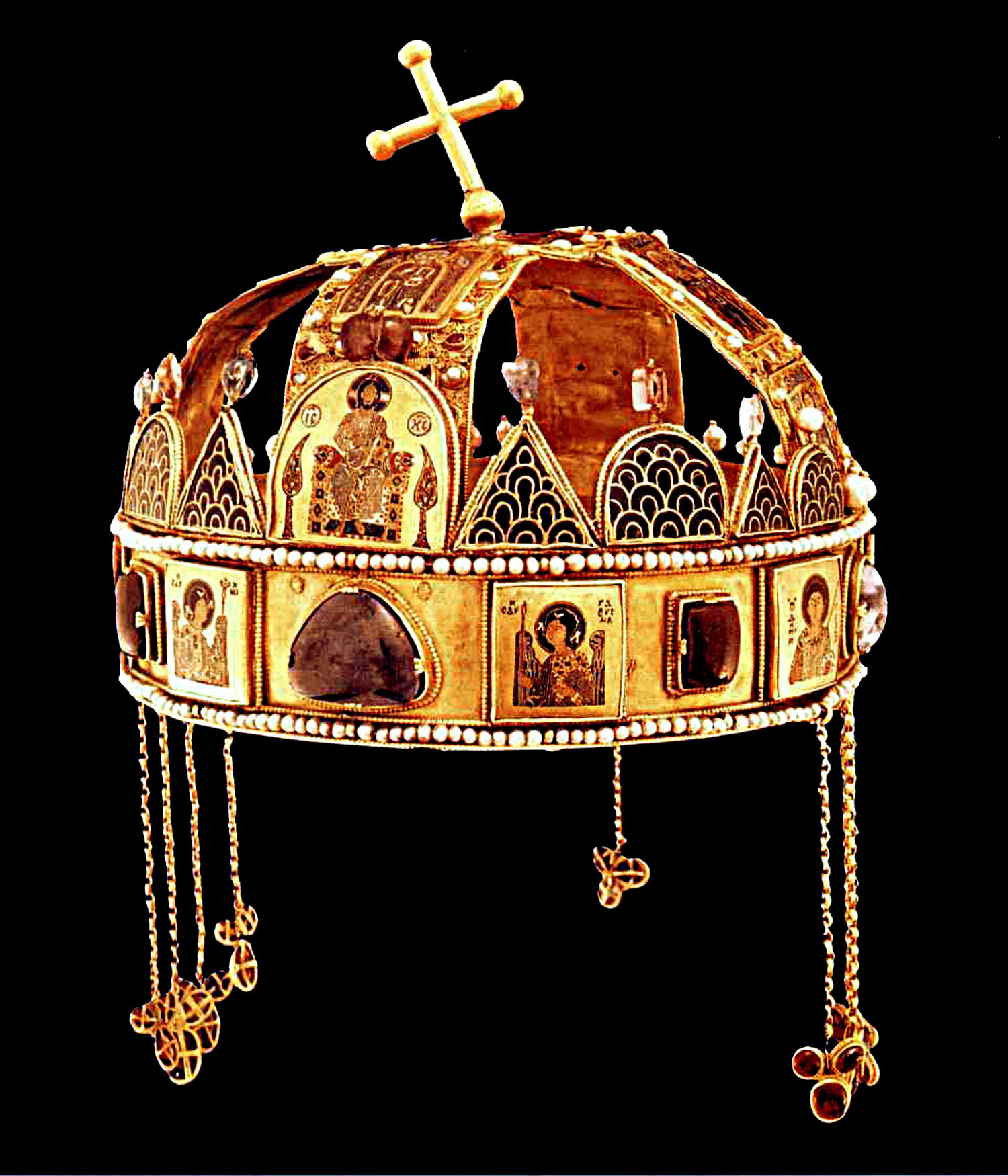
A Coroa Sagrada vista de frente.

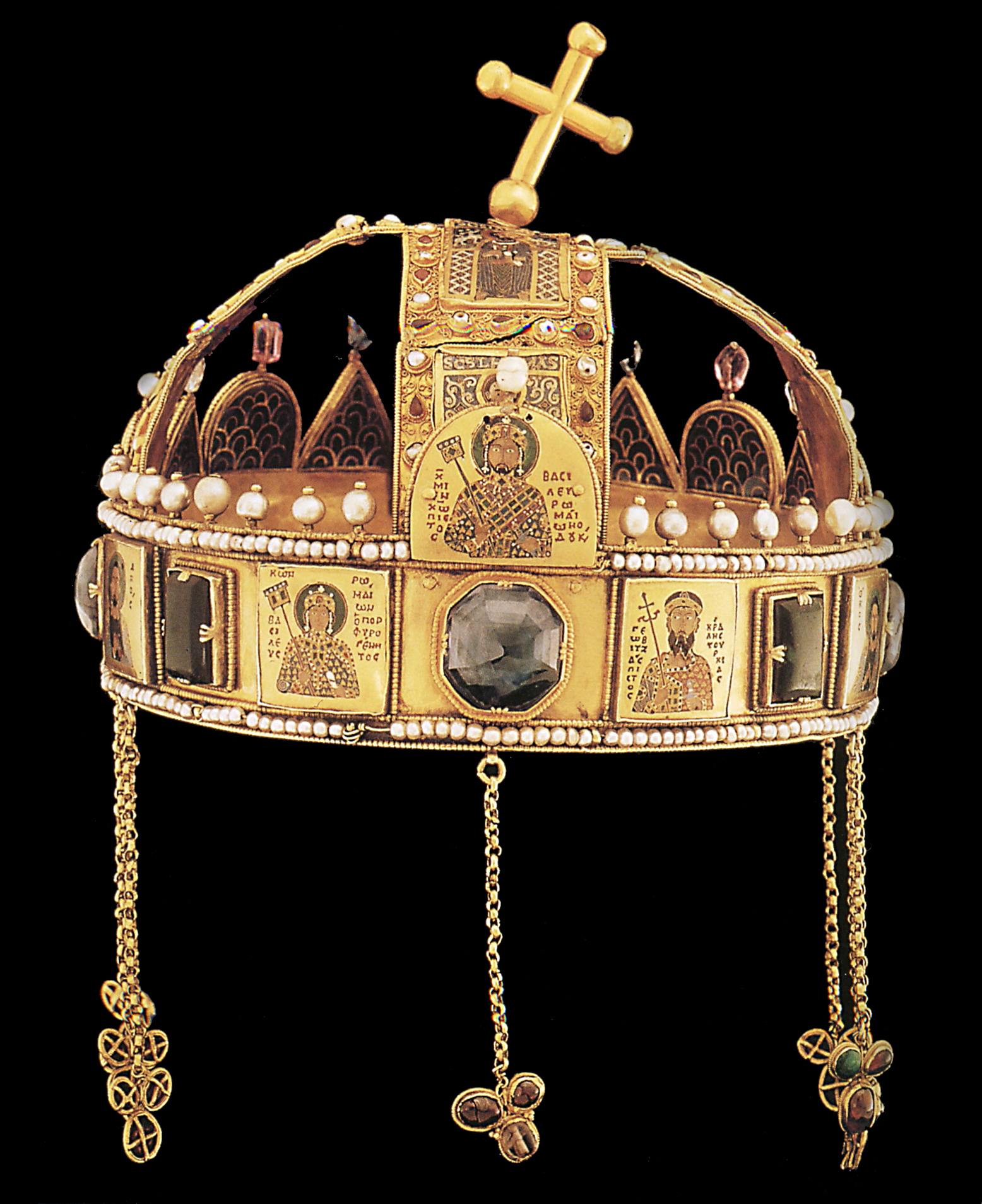
A Coroa Sagrada vista de trás.

O Brasão de armas da Hungria com a Coroa Santa no topo.

A Santa Coroa da Hungria (em húngaro: Magyar Szent Korona; em latim: Sacra Corona), também conhecida como a Coroa de Santo Estêvão, foi a coroa utilizada nas coroações do Reino da Hungria na maior parte de sua existência; os Reis foram coroados com ela desde o século XII.
A Coroa foi ligada às Terras da Coroa de São Estêvão, (às vezes, a Sacra Corona significava a terra, a bacia dos Cárpatos, mas significou também o corpo de coroação, também). Nenhum Rei da Hungria foi considerado como tendo sido verdadeiramente legítimo sem ser coroado com ela. Na história da Hungria, mais de cinquenta Reis foram coroados com ela (os dois com exceção de João II de Sigismundo e José II).
A insígnia de coroação húngara consiste na Coroa Sagrada, é a única que atualmente tem a sua qualificação como um "atributo sagrado", o cetro, o orbe e o manto. A esfera tem o brasão de Carlos I da Hungria (1310–1342); a outra insígnia pode ser ligada a Santo Estêvão da Hungria.
Foi inicialmente chamada de Coroa Sagrada, em 1256. Durante o século XIV, o poder real passou a ser representado não simplesmente por uma coroa, mas por apenas um objeto específico: a Coroa Sagrada. Isso também significava que o Reino da Hungria era um Estado especial: eles não estavam procurando com uma Coroa inaugurar um Rei, mas em vez disso, estavam à procura de um Rei para a coroa, como escrito pelo Guarda da Coroa Péter Révay (1568–1622). Ele também mostra que "a coroa sagrada é o mesmo para os húngaros que a Arca Perdida é para os judeus".
Desde 2000, a Coroa Sagrada está em exposição no salão abobadado central do Edifício do Parlamento Húngaro.

## Especificações da coroa

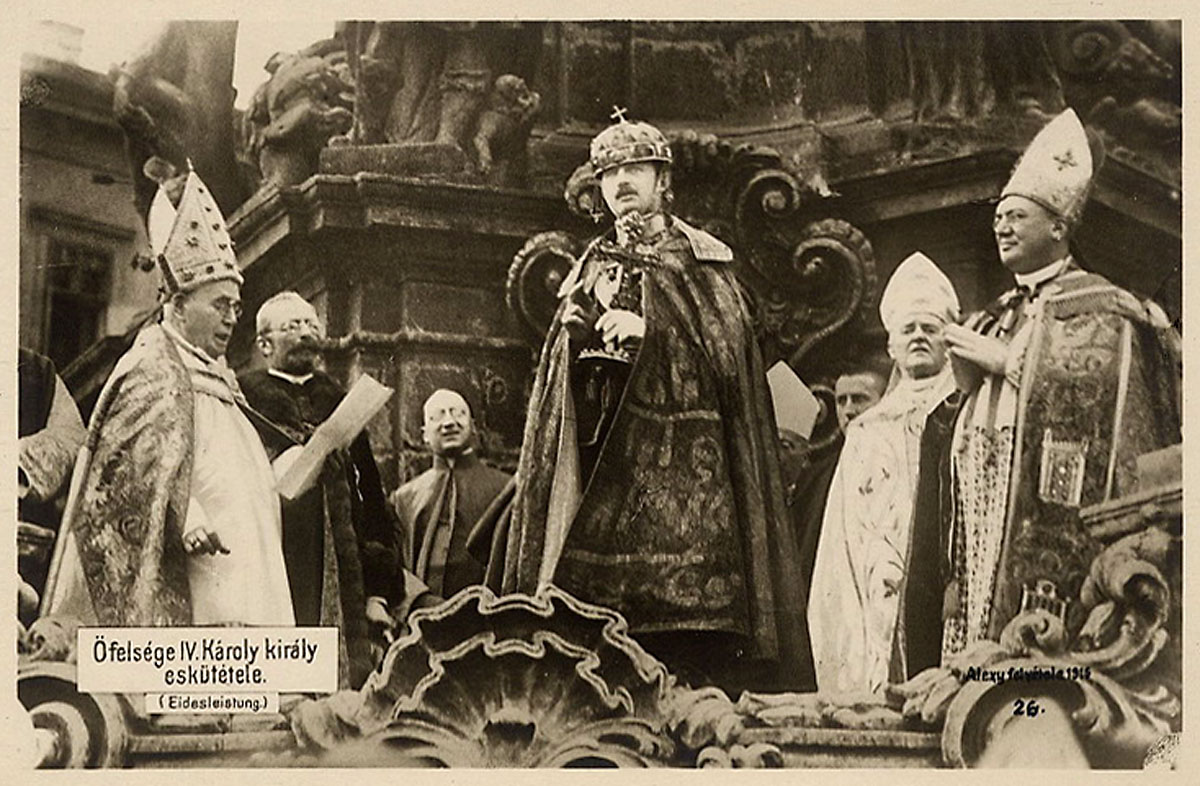
O Rei Carlos IV, tendo o seu juramento de Coroação na Coluna da Santíssima Trindade fora da Igreja de Matthias (1916). Observe a diferença de tamanho entre a Coroa e a cabeça do Rei.

- A forma da coroa é elíptica (a largura é 203,9 mm, o comprimento é 215,9 mm) e é maior do que cabeça em um ser humano (saudável). Durante a coroação, o rei tinha que usar um preenchimento feito de couro, chamada "Kapa", que era costurada para o tamanho do Rei, para mantê-la durante na coroação
- O peso da coroa é 2056 g.
- Duas diferentes ligas de ouro e de prata foram usados para elaborar os elementos da parte superior e inferior da coroa.
- As imagens na parte superior da coroa inclui caracteres gregos e latinos, na parte inferior.
- O fundo é assimétrico.[2]

- Tem sido a utilização de um elaborado sistema de medição na preparação da maioria das peças da coroa.[3]

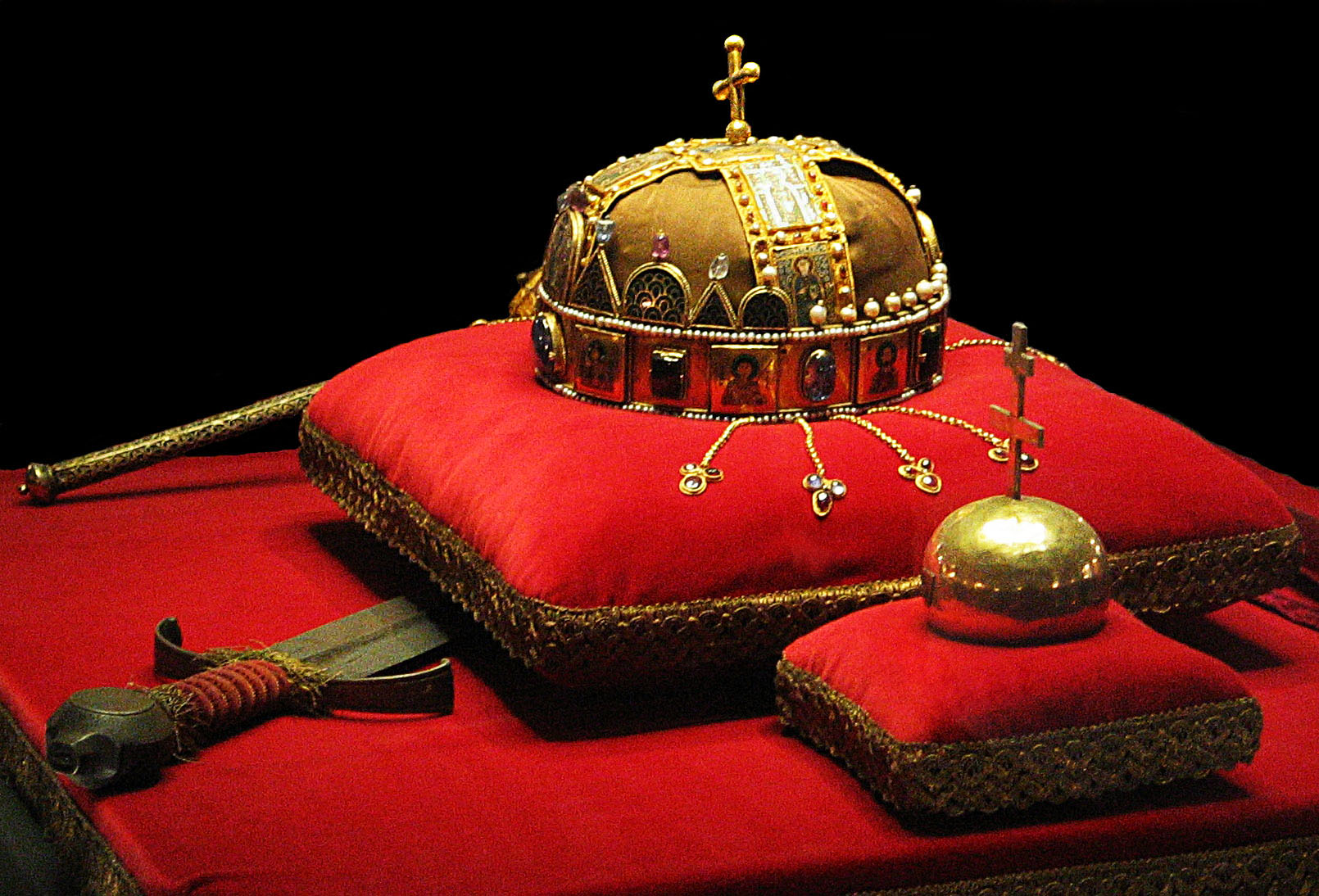
A coroa, a espada e o orbe da Hungria.

## Sacralidade
Segundo a tradição, no ano 1000, Santo Estêvão levantou esta coroa durante sua coroação como uma oferenda para Nossa Senhora da Assunção, sinalizando o compromisso da monarquia com ela. Desde então, a Virgem Maria era vista como Regina (Rainha), bem como padroeira da Hungria. Esta tradição serviu de justificação para reforçar o caráter divino da Autoridade Real e a doutrina da Coroa Sagrada, enviada pelo Papa para Santo Estêvão. Isto refletia a dependência espiritual do monarca húngaro em relação ao Papado, que serviria como justificativa para aquele não ser sujeito a vassalagem do Sacro Imperador e, por outro lado, também poderia simbolizar o compromisso que o papado esperava receber do Rei para ajudá-lo a atingir seus objetivos na Hungria.

## A origem da Coroa

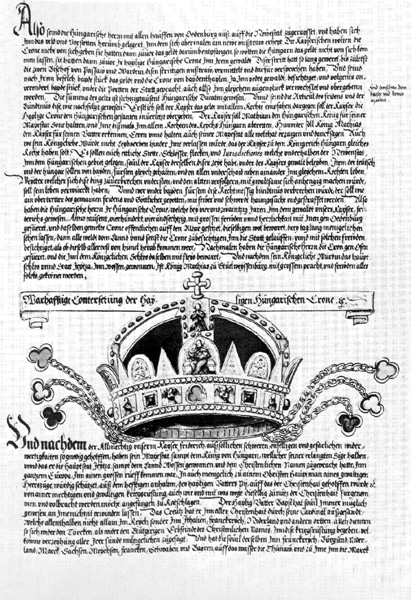
A coroa representada no Crônica de Fuggerr do século 15. Todas as imagens da Coroa antes de meados do século XVII mostram a cruz em sua posição original, na vertical.

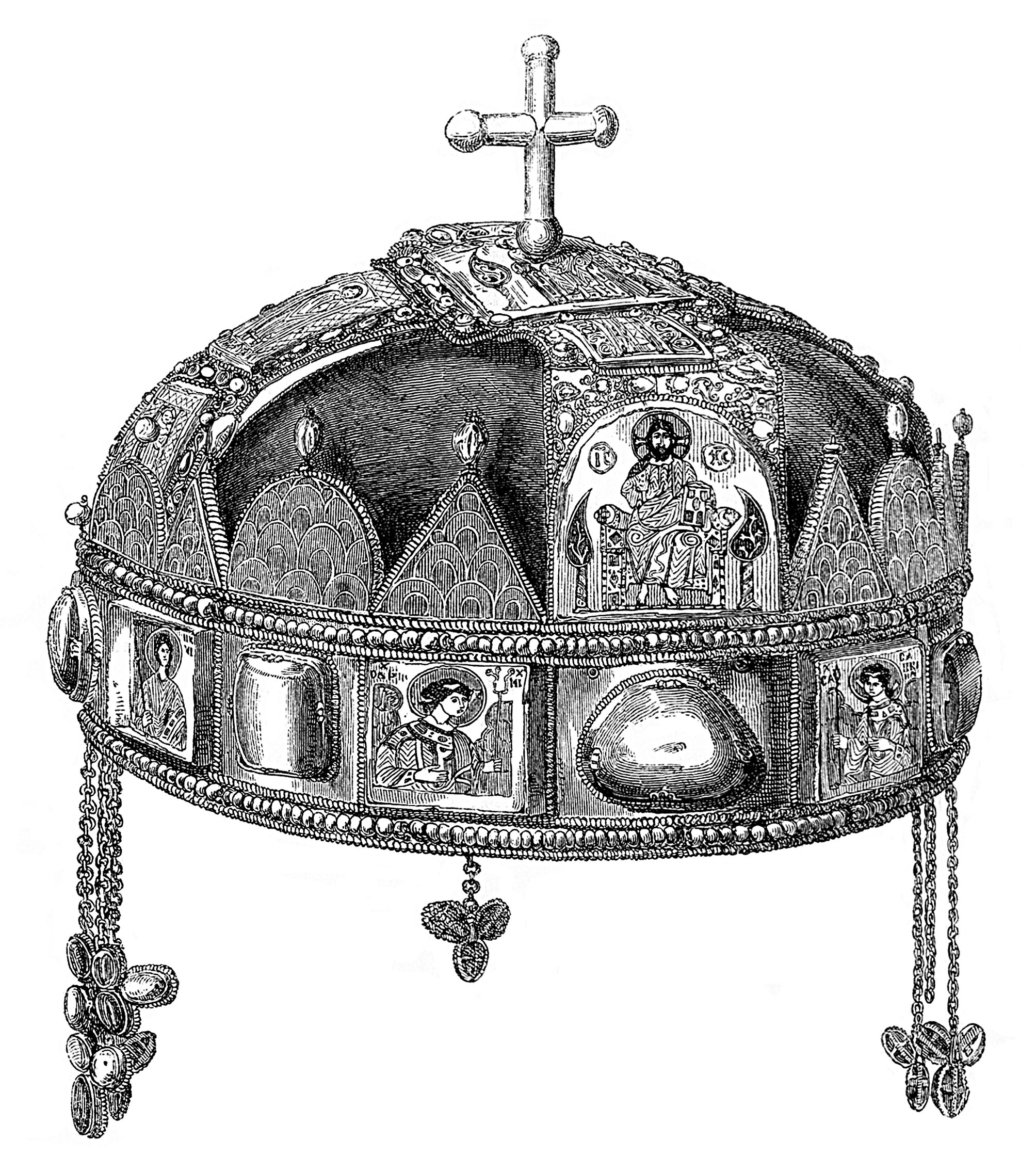
Santa Coroa da Hungria, 1857.

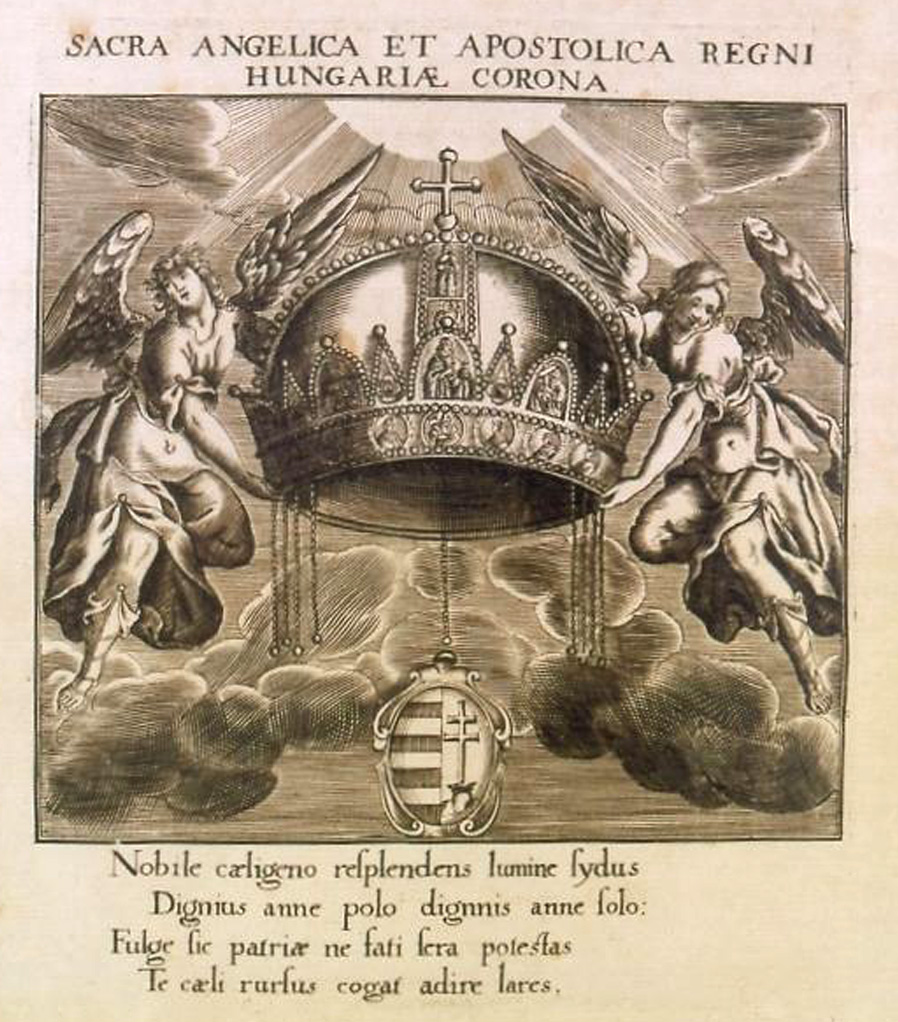
Gravura de 1613.

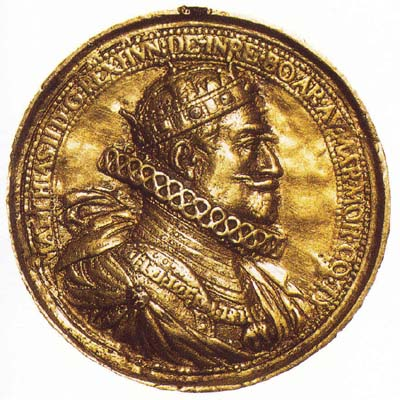
Matthias II da Hungria em uma moeda com a coroa Sagrada.

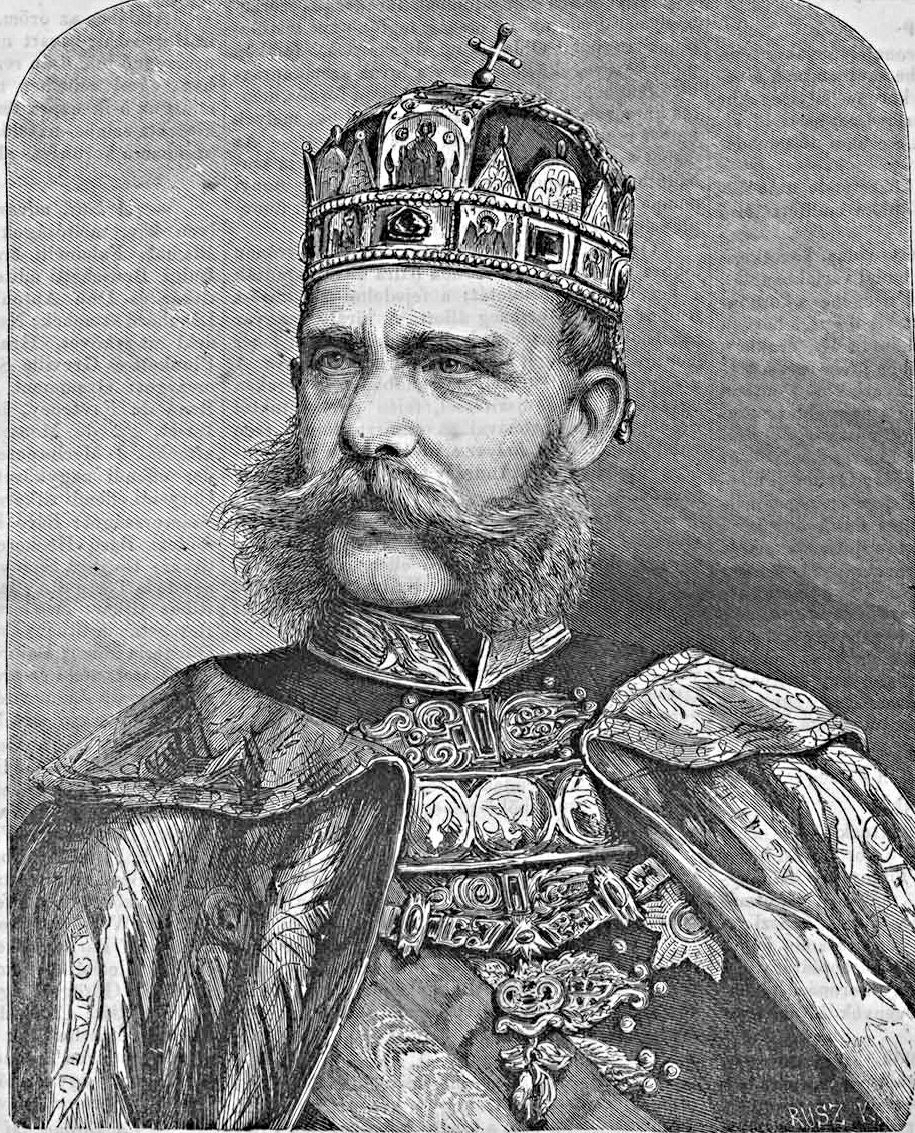
Francisco José I coroado com a Coroa Santa como Rei Húngaro.

De acordo com a teoria mais aceita, que é usada nas publicações da Academia Húngara de Ciências e também da Conferência Episcopal Católica húngara, a Coroa Sagrada da Hungria consiste de duas partes principais: a corona graeca e a corona latina. Ela foi criada durante o reinado de Bela III sob influência bizantina (que foi criado na corte bizantina e foi, por um período, o herdeiro oficial bizantino).
Uma versão da origem da coroa foi escrita pelo bispo Hartvik (entre 1095–1116), na qual o papa teria enviado ao Rei Estêvão I "suas bênçãos e uma coroa". A base para esta crença é uma biografia pelo Bispo Hartvik, escrita em torno de 1100-1110 a pedido do rei Colomano. De acordo com esta chamada "Lenda de Hartvik", Estêvão teria enviado o arcebispo Astrik de Esztergom a Roma para solicitar (ou exigir; ambos são possíveis da escrita latina original), uma coroa do papa, não estando claro qual. Não importa quanto o Arcebispo Astrik tenha se apressado, pois o príncipe polonês, Miecislau I, que também tinha enviado um mensageiro, foi mais rápido, e a coroa foi preparada para o futuro rei polonês. Durante a noite, porém, o papa viu em um sonho um anjo do Senhor dizendo que haveria um enviado de outra nação, pedindo uma coroa para o seu próprio rei. O anjo então disse: "Por favor dê a coroa a eles, pois merecem". No dia seguinte o Arcebispo Astrik se aproximou do papa para que ele lhe desse uma coroa. Esta lenda apareceu nos livros litúrgicos e breviários na Hungria por volta de 1200, recordando o papa então existente, Silvestre II. Consequentemente, a história de como a coroa teria sido enviada por Silvestre II acabou por se espalhar por todo o mundo cristão.
No entanto, esta lenda pode ser considerada tendenciosa, pois Miecislau I não viveu na época de Estêvão I ou Estêvão II e nem do papa Silvestre II. Além disso, na hagiografia de Santo Estêvão, escrita na época de sua canonização (1083), se lê que apenas que "no quinto ano após a morte de seu pai […] é que foi recebida uma carta papal de bênçãos […] e do Senhor favorecido, Estêvão, que foi escolhido para ser rei e foi ungido com óleo e felizmente coroado com o diadema de honra real". Esta lenda claramente não cita uma coroa proveniente de Roma. Além disso, não há nenhum documento encontrado na Cidade do Vaticano, sobre a concessão da coroa, mesmo que o Vaticano tenha tido um claro interesse em entregar uma, o que representaria um domínio sobre o Reino da Hungria.

## Tipo da coroa

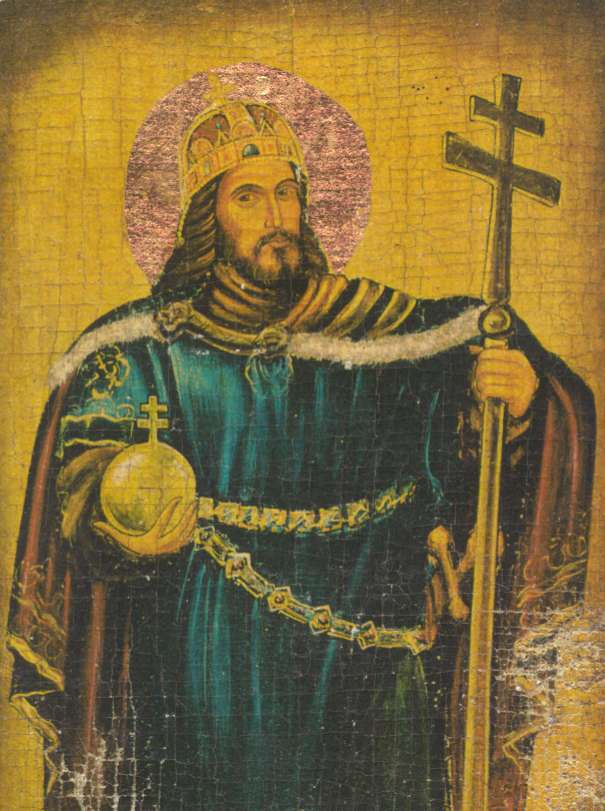
Rei-Santo Estêvão I.

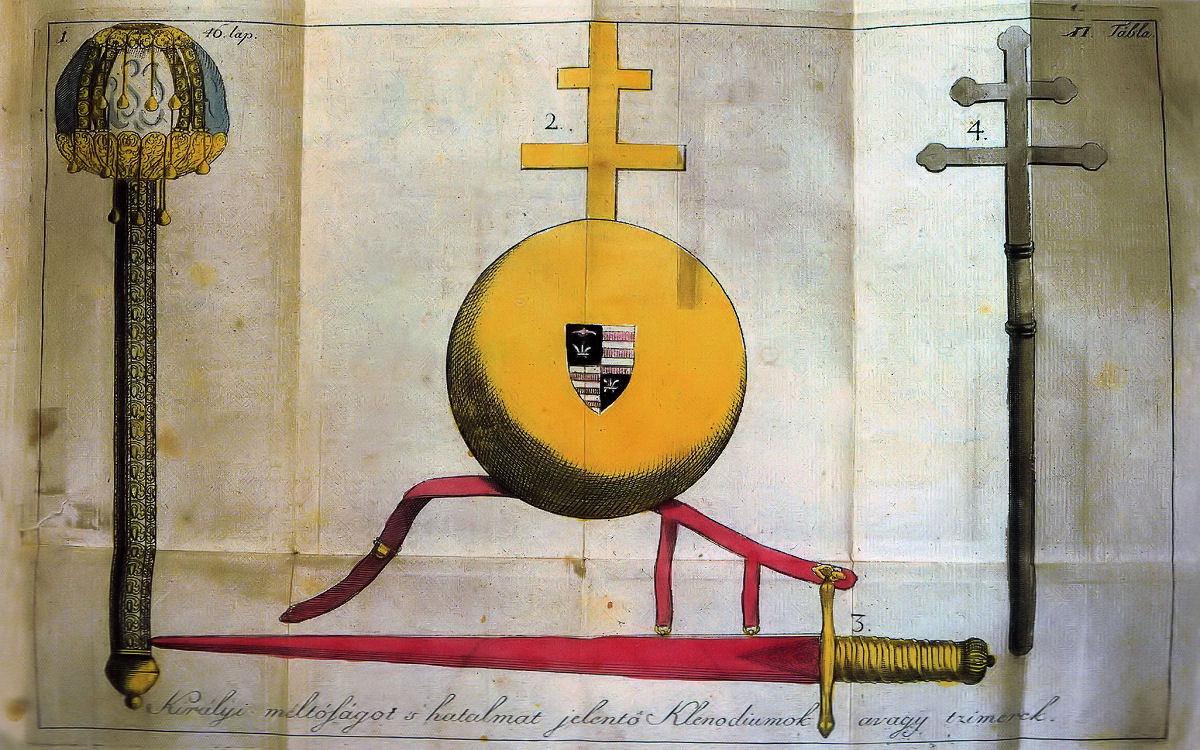
As Joias da Coroa representações Decsy feitas no livro de Samuel de 1792.

De acordo com o seu uso poderiam ser coroas:
- Coroa de uso privado sem restrições.
- Coroa de uso de Estado ou de governo, usada em certas cerimônias, como a abertura solene dos parlamentos e coroações.
- Coroa de sucessão, empregado apenas como símbolos da transferência de poder para o sucessor.

Sendo uma coroa de sucessão, a Sacra Corona foi usada apenas durante a cerimônia de coroação dos Reis da Hungria, deixando o resto do tempo, a guardada permanente por dois Guardas da Coroa (koronaőr). Apenas eram permitidas duas pessoas tocarem na coroa sagrada, a pessoa que realizou a pessoa secular de maior título (aristocrático) abaixo do Monarca, o Nador de Hungria, responsável por depositá-la sobre uma almofada para a sua transferência, por ocasião da coroação e o Arcebispo Primaz de Esztergom, que detinha o título mais importante de cargo eclesiástico encarregado de Coroar o Rei.

## Estrutura da coroa e seus ícones
A Coroa de Santo Estêvão é feita de ouro e decorada com dezenove imagens esmaltadas feitas com pedras semi-preciosas, pérolas e alabandina (um mineral composto de sulfeto de manganês). Tem três partes, a diadema inferior, chamado Corona Græca, duas bandas de intercessão superiores conhecida como o Corona Latinae e a Cruz no topo, que hoje é torta.
Ele tem quatro pingentes (pendílias), que está de cada lado da coroa e uma na parte de trás.

### Corona Græca

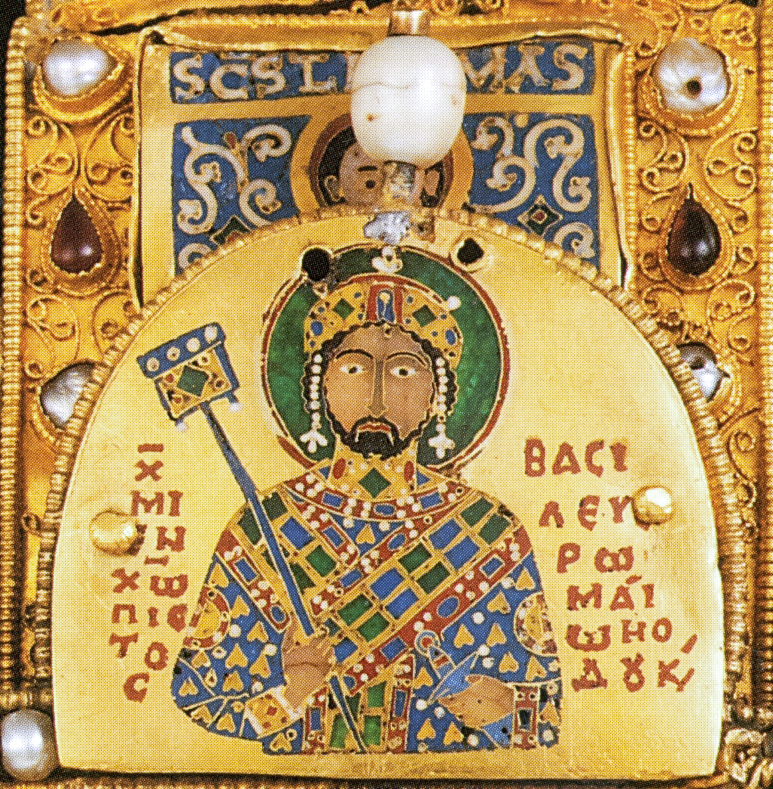
Imperador bizantino sob a Coroa Sagrada.

A corona graeca ("coroa grega") é do tipo Stefanos (coroa aberta) e tem 5,2 cm de largura de 20,5 cm de diâmetro.
As duas pedras-marinhas da superfície são cortadas na parte de trás do Diadema e foram adicionadas em substituições pelo Rei Matias II (1608–1619).
- Na parte da frente:
  - A foto do esmalte é retratado Cristo Pantocrator.
- Nos lados:
  - Nas bordas à direita e à esquerda de Jesus são fotos dos arcanjos Miguel e Gabriel, seguido por imagens, meio comprimento em comparação a de Nosso Senhor, dos Santos Jorge e Demétrio e Cosme e Damião.
- Na parte de cima:
  - No quadro arqueado na parte traseira do diadema é retratado Imperador Miguel VII Ducas (1071–1078).
- Abaixo à esquerda é a imagem de meio comprimento de "Kon. Porfirogénito", provavelmente sendo este irmão do Imperador Miguel ou coimperador Constantino Ducas ou de seu filho e herdeiro Constantino X Ducas, ambos tendo sido Porfirogênito.
- À direita, há um retrato do Rei húngaro Géza I (1074–1077), com a inscrição grega: "ΓΕΩΒΙΤZΑC ΠΙΣΤΟC ΚΡΑΛΗC ΤΟΥΡΚΙΑC" (Geōbitzas pistós králēs Tourkías, que significa "Géza I, fiel kralj [REI] da terra dos turcos").

O nome bizantino contemporâneo para os húngaros foi "Turcos", enquanto o ramo húngaro da Igreja Ortodoxa Grega, sob a jurisdição de Constantinopla, foi nomeado o "Metropolitanate de Tourkia" (Hungria), e o chefe desta igreja era a "Metropolitana de Tourkia" (Hungria).  Como era costume na hierarquia do Estado Bizantino, clara diferenciação é feita entre o estilo dos imperadores e do rei húngaro usando um formulário helenizado da palavra eslavo do Sul comum para "rei" (Kralj) para Géza. Os Santos e os governantes gregos têm halos enquanto Géza não. As inscrições dos nomes dos imperadores estão em vermelho, enquanto o rei húngaro é em azul escuro ou preto.
As placas de esmalte com a banda circular, o painel retratando o Cristo Pantocrator e o retrato do imperador Miguel foram todos postos à coroa usando técnicas diferentes. O retrato do imperador não poderia estar ligado à borda da mesma forma como a imagem de Pantocrator na frente. O quadro foi dobrado para cima e o retrato do imperador foi pregado na borda. Assim, podemos concluir que a imagem de Miguel VII não foi originalmente projetada para esse coroa, mas foi provavelmente usada primeiramente em algum lugar mais.
O coroa grega com suas aguçadas e arqueadas placas é idêntica à forma das Coroas das Imperatrizes Bizantinas — em outras palavras era herdeiro de uma mulher. Foi dada pelo imperador Miguel VII Ducas a esposa do Rei Géza, que era da família grega de Sinadeno, por volta de 1075. Não era uma coroa nova, mas sim uma coroa velha concebida para mulheres que tiveram que ser selecionadas do Tesouro do imperador e remodelada. As fotos do esmalte que se tornam desatualizadas foram retiradas, qualquer representação que anteriormente figurava ou não eram adequadas para a Rainha húngara Sinadena Teodorus de acordo com o protocolo do Tribunal. Foi desta forma que a coroa foi enviada à Hungria.
Há uma outra visão de que a Géza I representado na Coroa Graeca não é rei, mas Géza o Grão-Príncipe dos Húngaros, que foi pai de Santo Estêvão. Esta opinião é confirmada pelo fato de que o Grão-príncipe Géza é retratada na Santa Coroa sem uma coroa, embora porte um Cetro Real. 

### Galeria de imagens da Coroa Grega

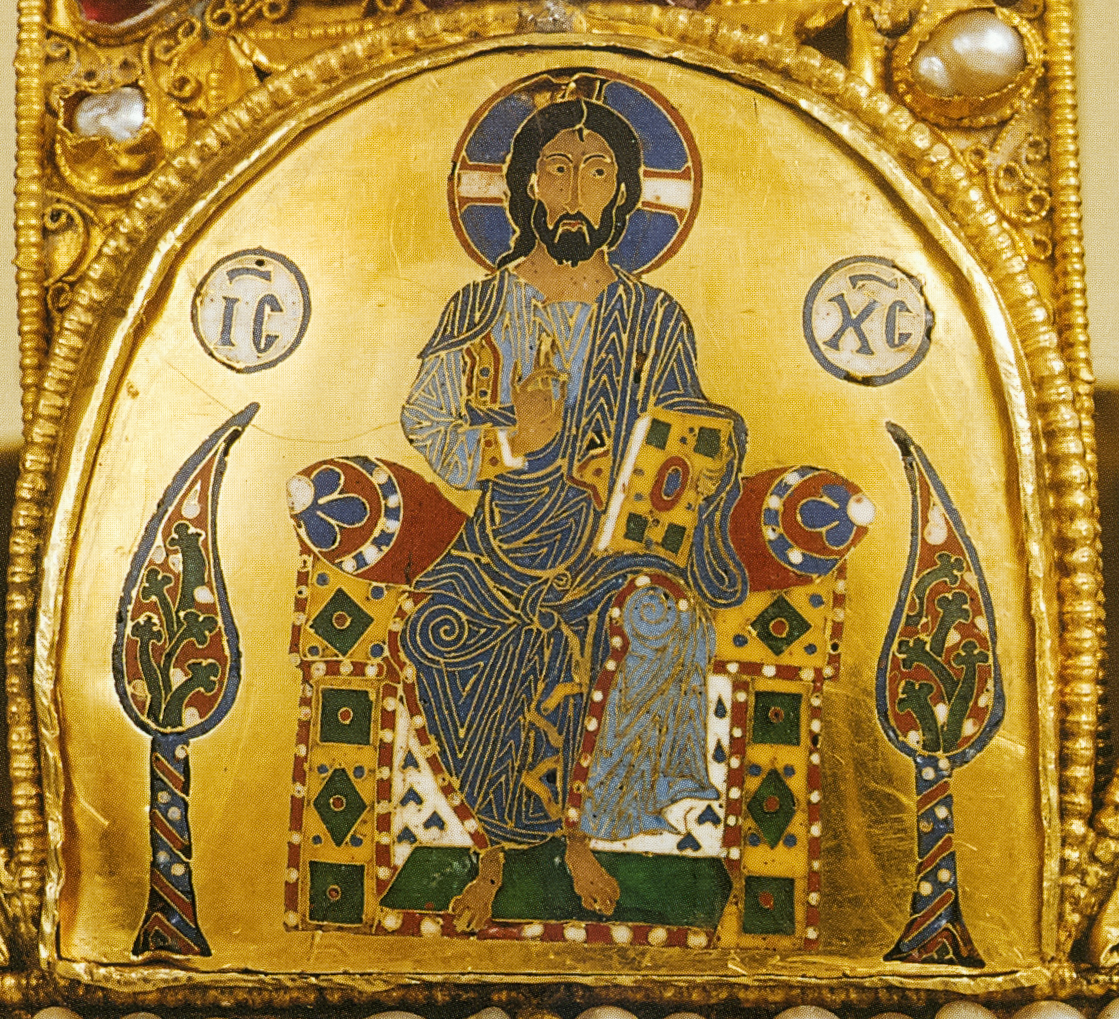
A Cristo Pantocrátor
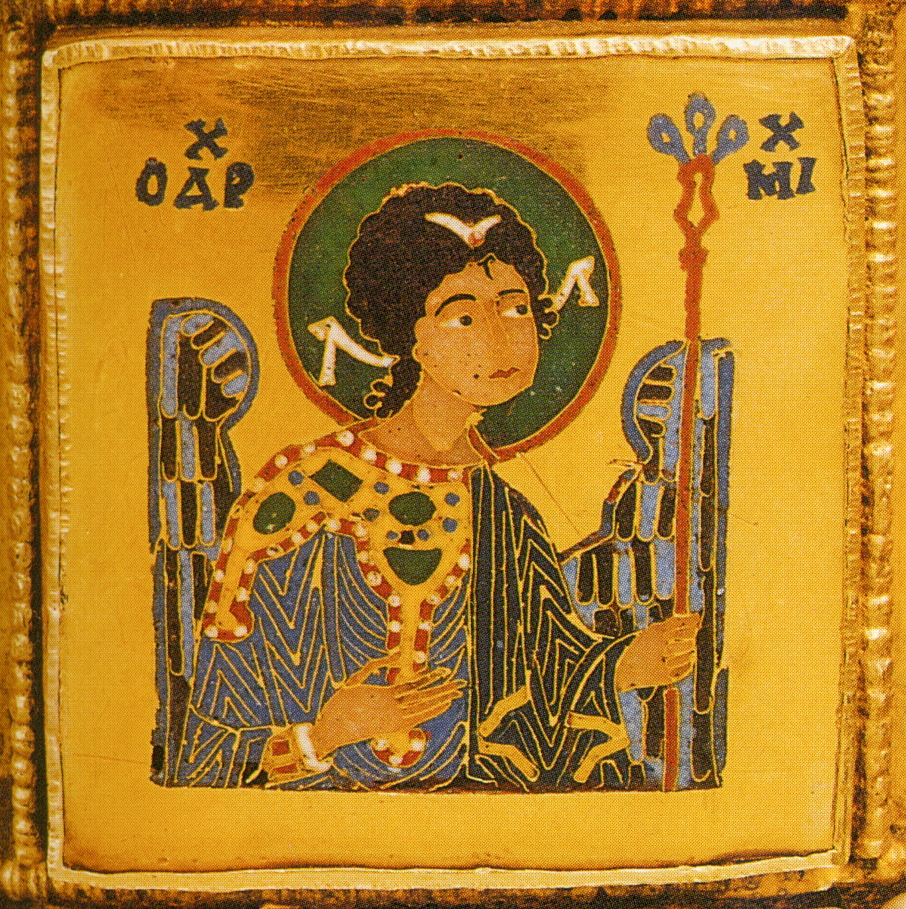
São Miguel
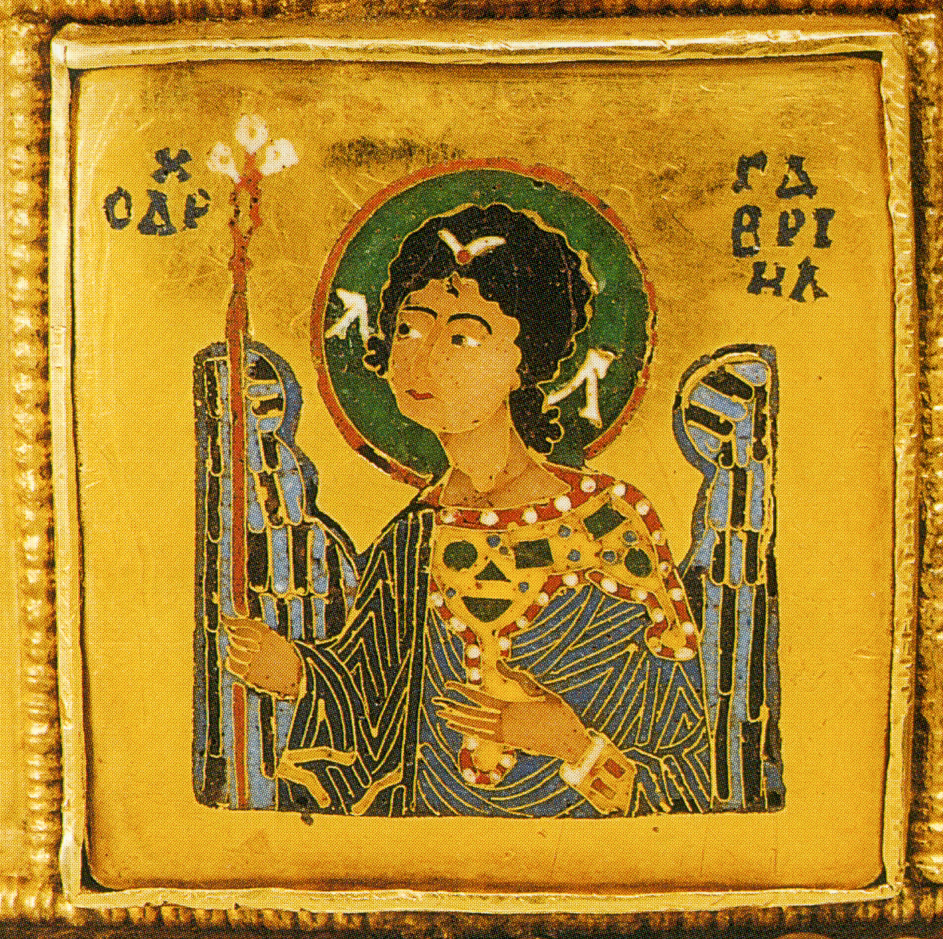
Anjo Gabriel
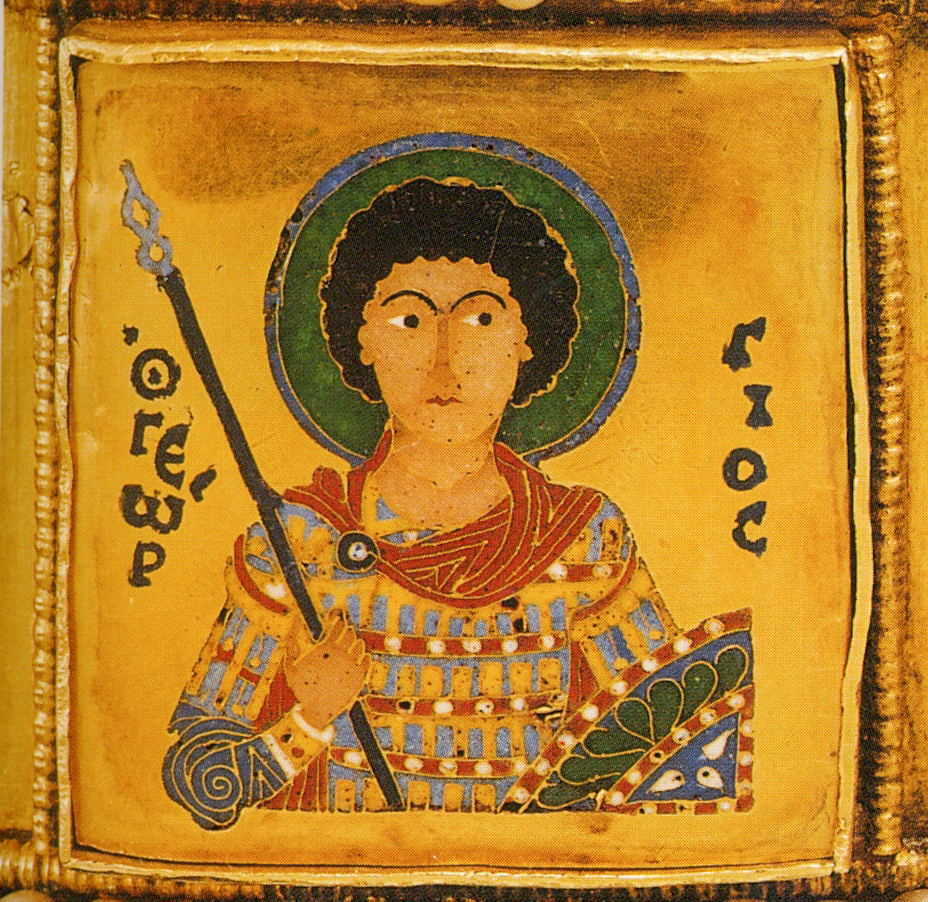
São Jorge
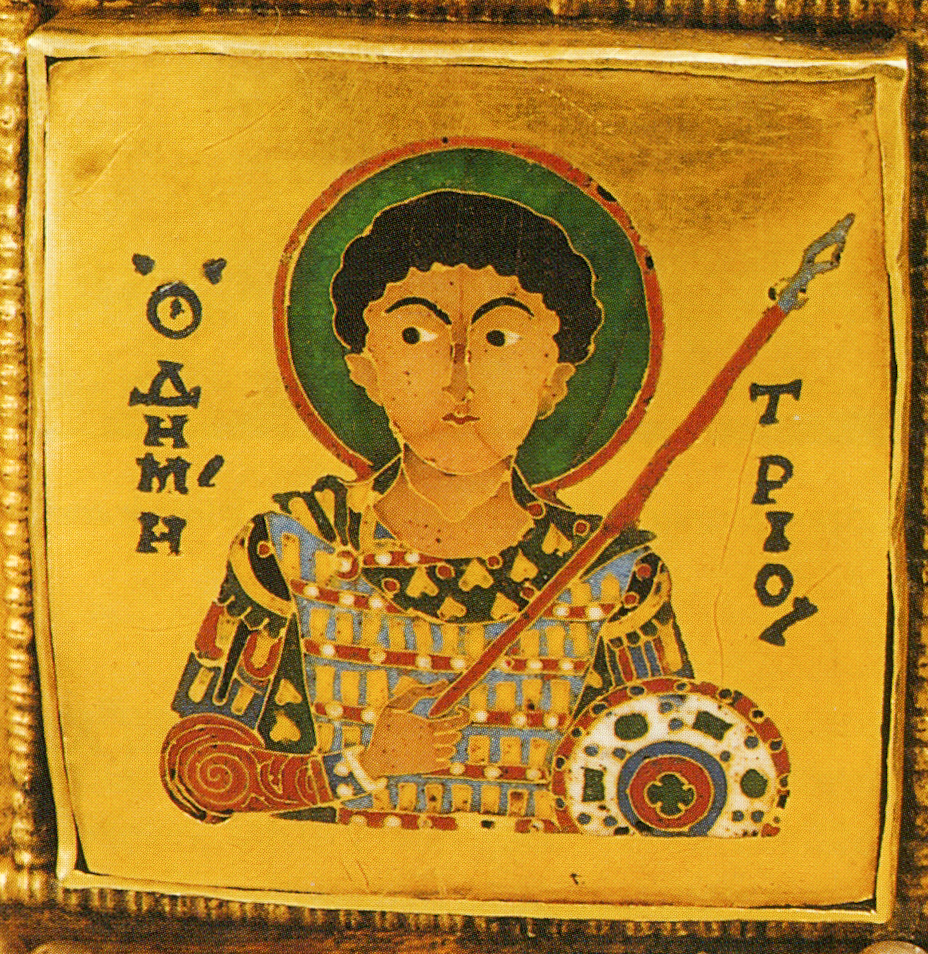
São Demétrio
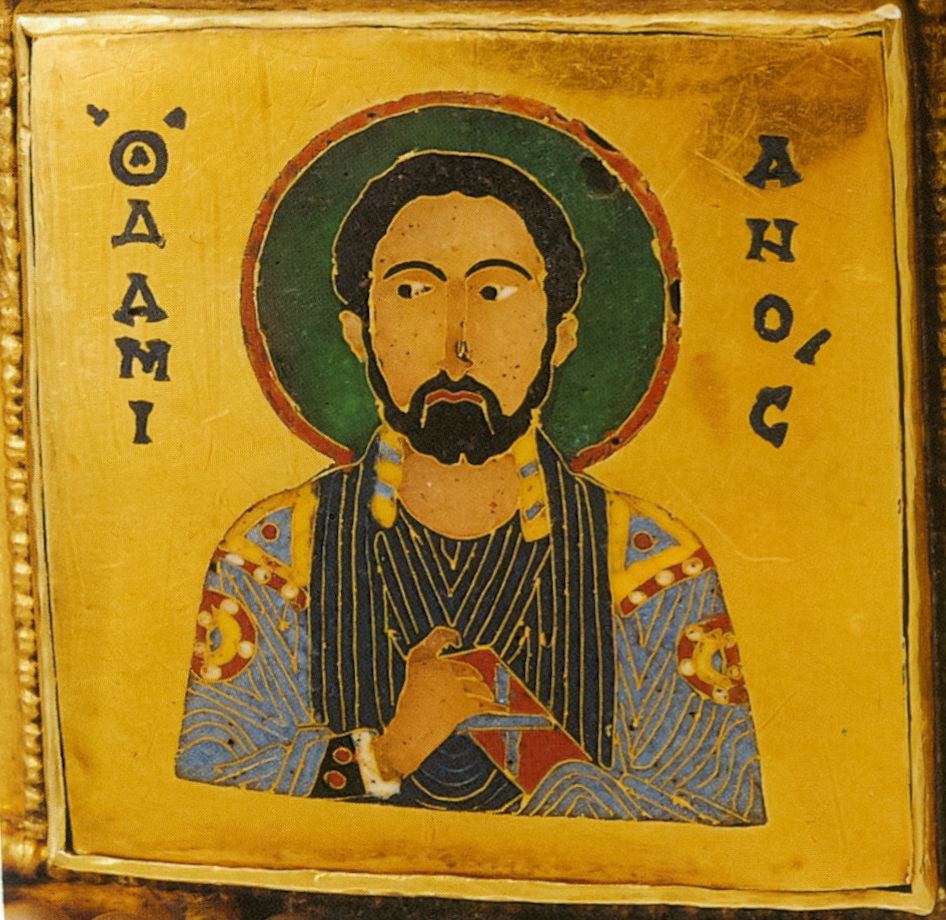
São Cosme
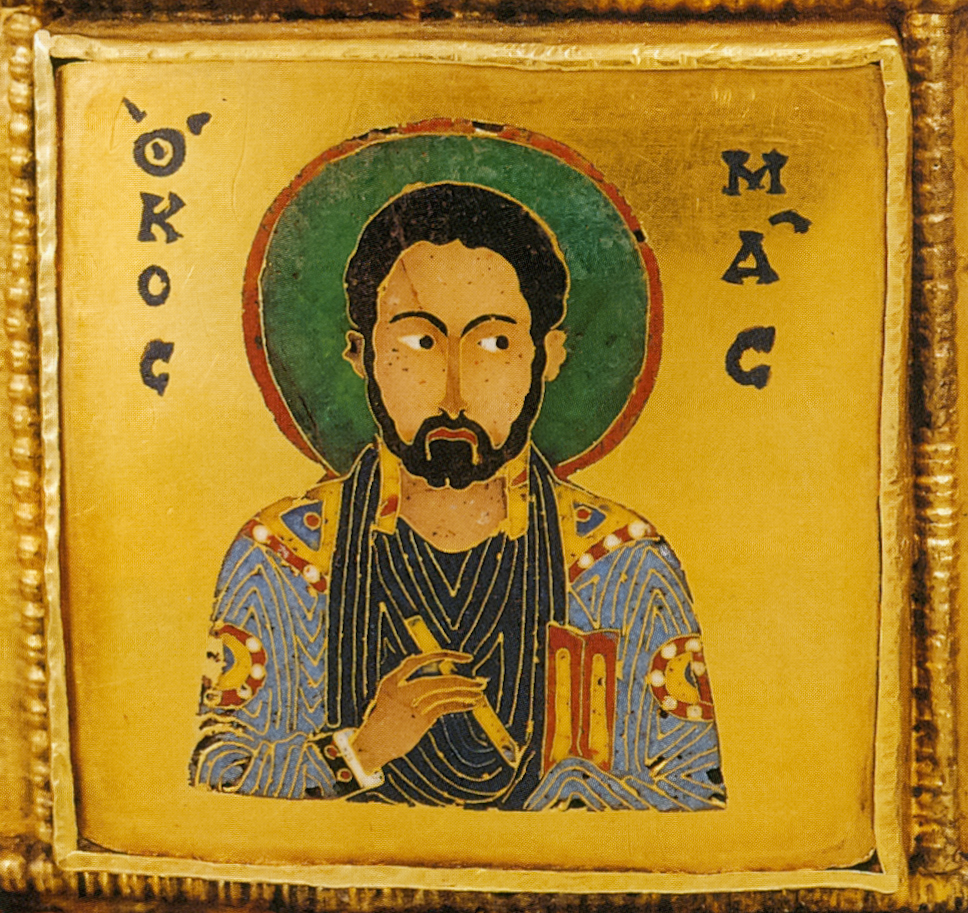
São Damião
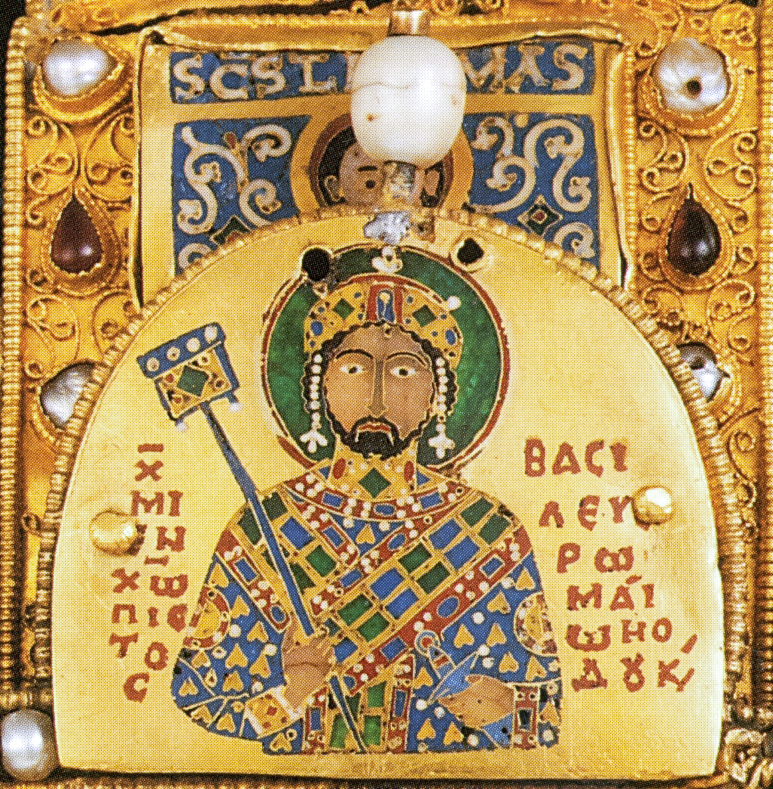
Imperador Miguel VII Ducas
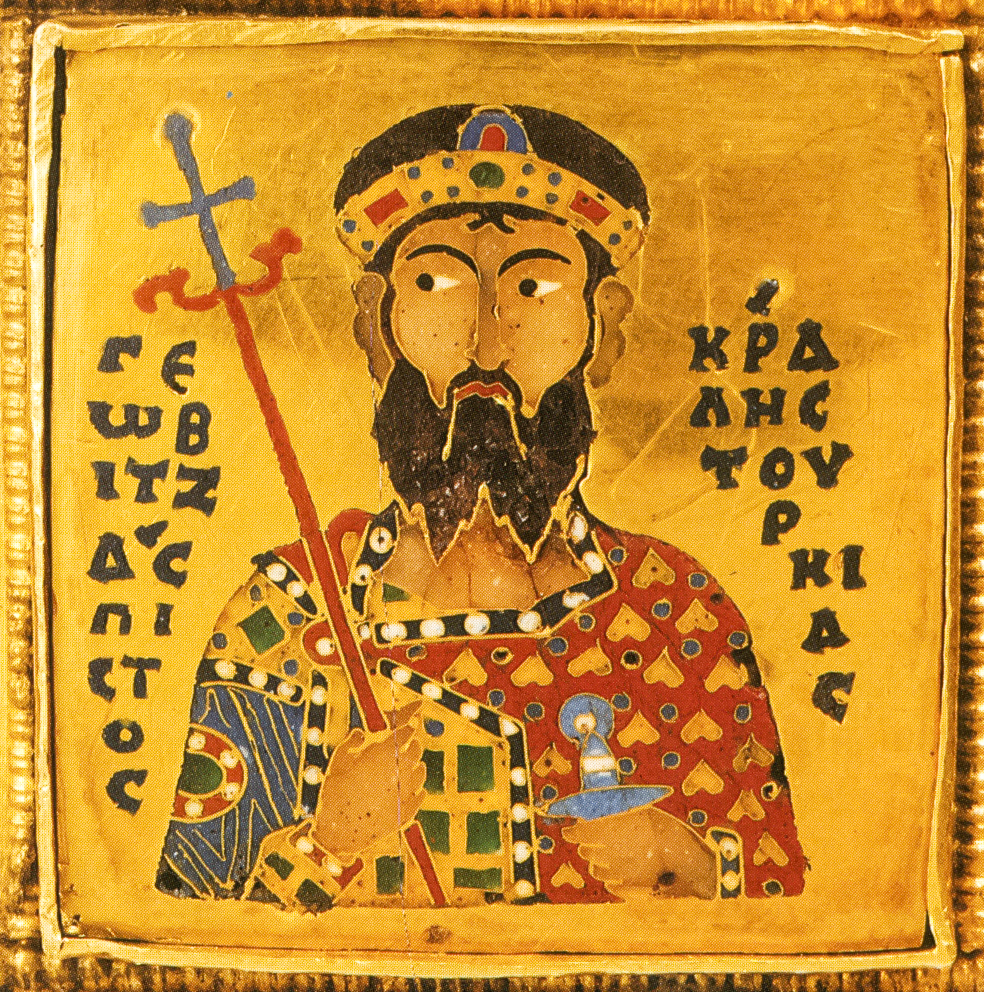
Rei Géza I
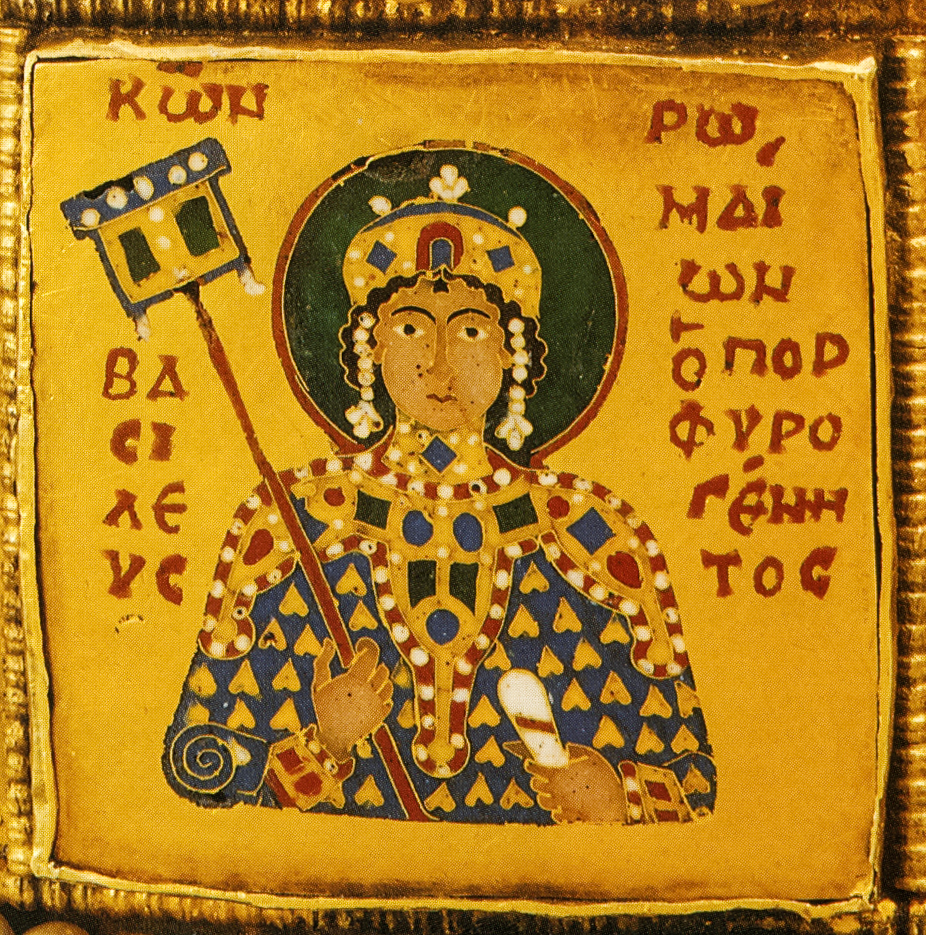
Constantino Ducas

### Coroa Latina

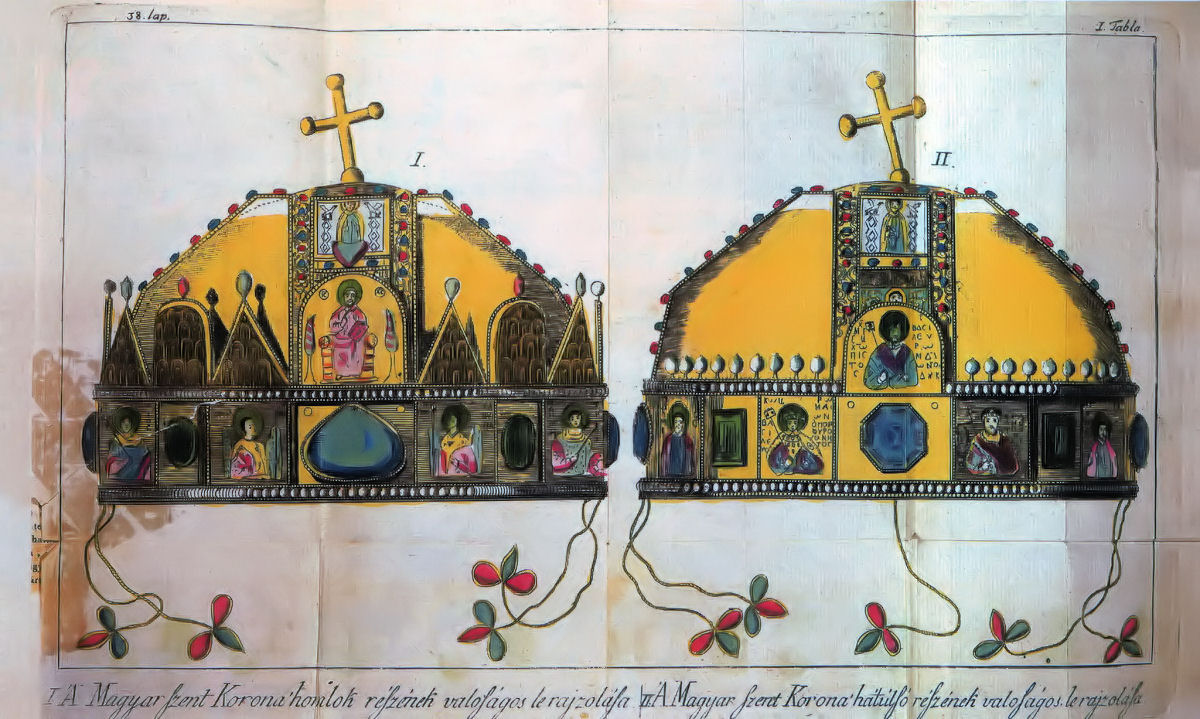
Visualização da frente e de trás da Coroa de Santo Estêvão em uma gravura por Sámuel Decsy.

A corona latina ("coroa Latina") não é um objeto independente, ela não tem nenhuma função sozinha. Ela foi projetada para ser ligada à borda superior da "Corona Græca" e fornecer um topo em forma de cúpula. É feita de quatro folhas de ouro de 5,2 cm de largura soldadas à borda de um painel quadrado central de 7,2 cm. A inscrição nas imagens dos Santos e o estilo de suas letras sugerem a data de sua confecção. Em meio a letra estilo antigo, o "T" em Thomas e o segundo "U" em Paulus formam-se no estilo característico das letras latinas usadas nas moedas bizantinas, uma prática abandonada no meio do século XI. Eles podem ter decorado uma caixa de relicário ou um altar portátil, dado a Estêvão I pelo Papa. Também é possível, embora não pode ser verificado, que Estêvão recebeu uma coroa como um presente de um dos Papas, como alternativa — historicamente documentados — de presente. As imagens dos Apóstolos, no entanto, com base em seu estilo, podem ser datada por volta de 1000.
As bandas de interseção são afiadas com fio de ouro frisado que fecha a extremidade inferior das bandas e termina fora do sistema de decoração. Existem doze pérolas sobre o painel central e um total de setenta e dois complementando a "Corona Latina", simbolizando o número de discípulos de Cristo. (Setenta e dois discípulos).
O painel central é decorado com uma foto de esmalte cloisonné quadrados representando Cristo Pantocrator. Cada banda tem duas fotos (no total oito) dos apóstolos de pé idênticos aos oito primeiros listados em Atos 1:13.
Éva Kovács e Zsuzsa Lovag sugerem que a coroa latina era originalmente um grande asterisco litúrgico bizantino de um mosteiro grego na Hungria. A fim de obtê-lo para caber nele novo papel dos Apóstolos na parte inferior de cada um dos quatro braços deste o asterisco foi cortado antes e muito rudemente e em seguida foi anexada ao interior da coroa grega para transformar esta coroa bizantina aberta em uma coroa fechada (isto é, o tipo de coroa do autocrata, o Imperador sênior ou monarca no Protocolo Imperial Bizantino) e fornecer uma base para o relicário de Cruz em seu Cimeira.

### Galeria de imagens da Coroa Latina

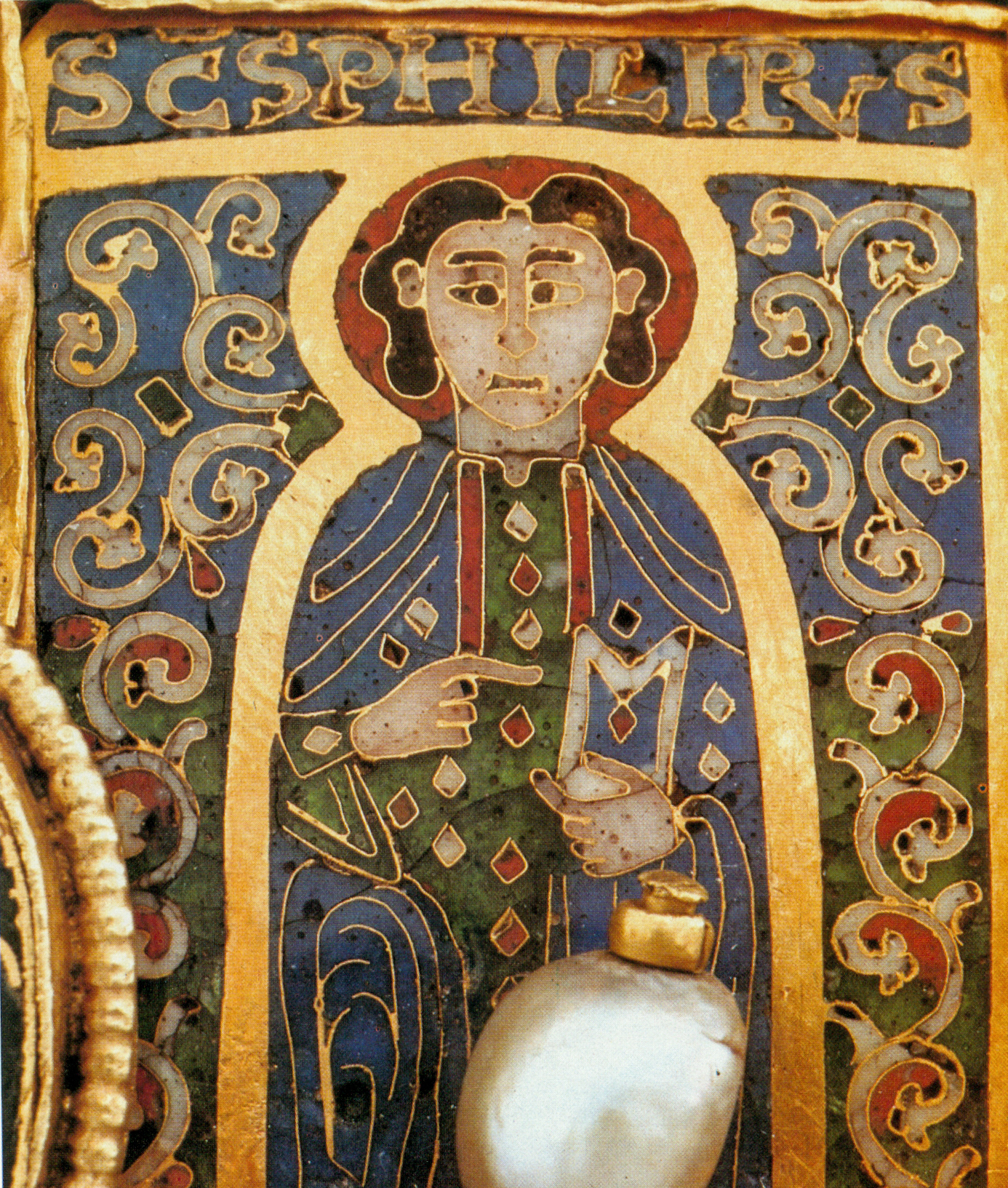
São Filipe
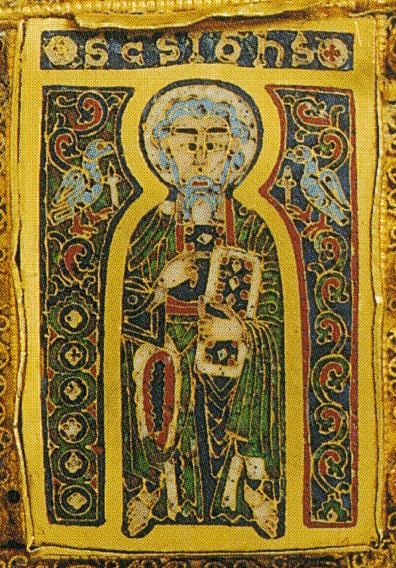
São João
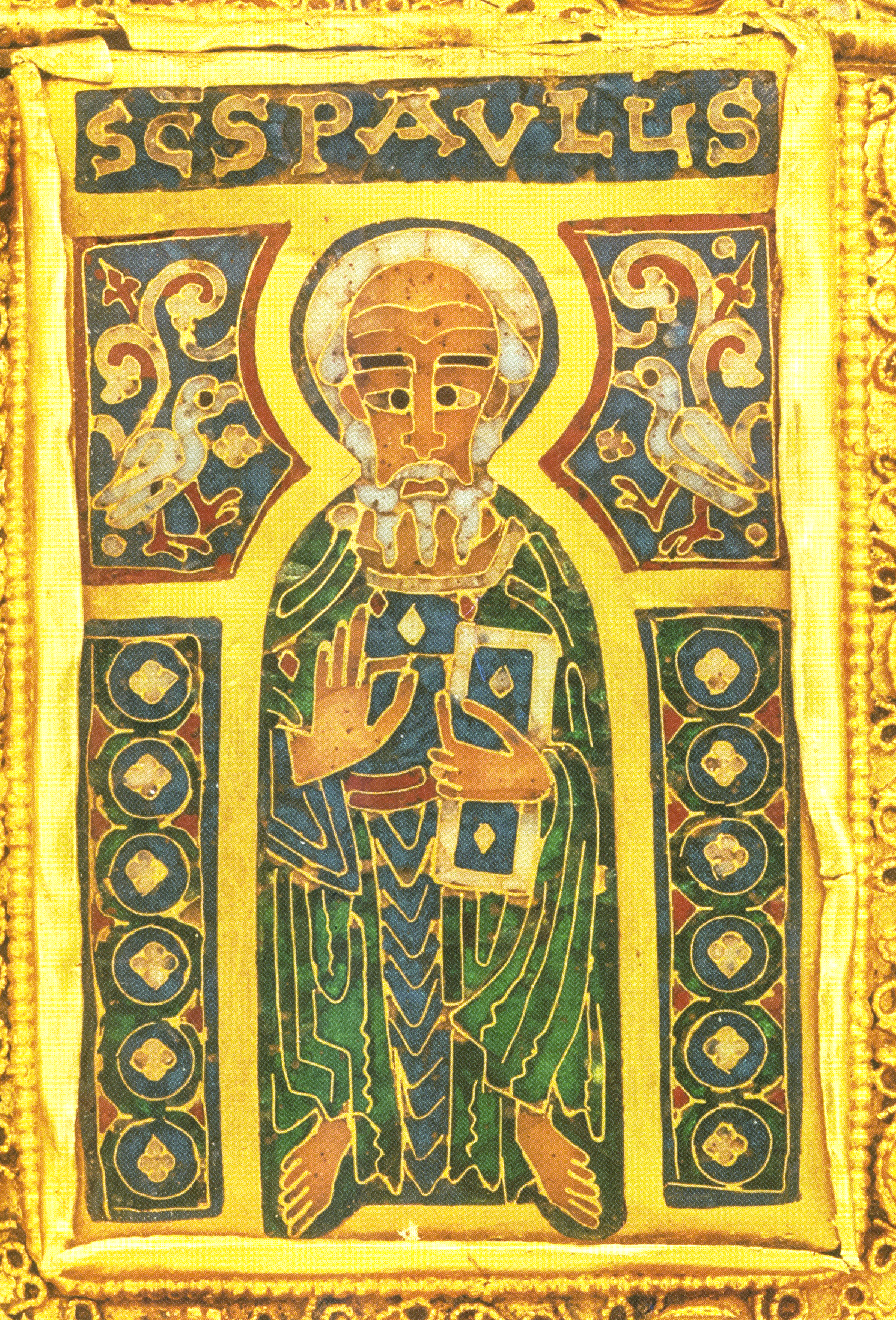
São Paulo
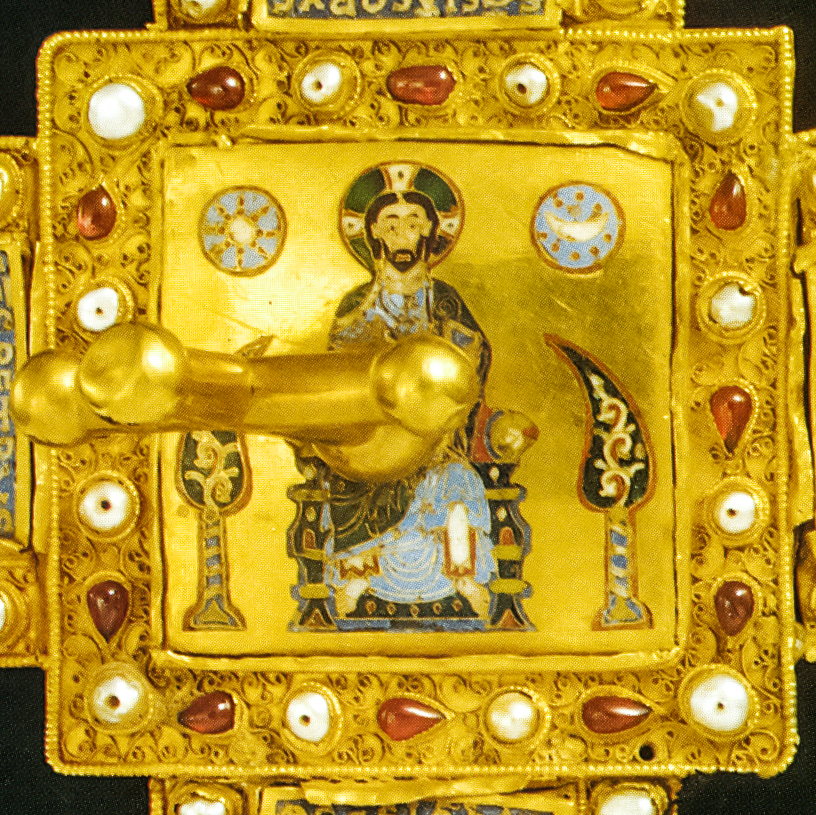
Na parte superior da coroa está a imagem de Cristo Pantocrator com inscrição em latim, e a Cruz torta
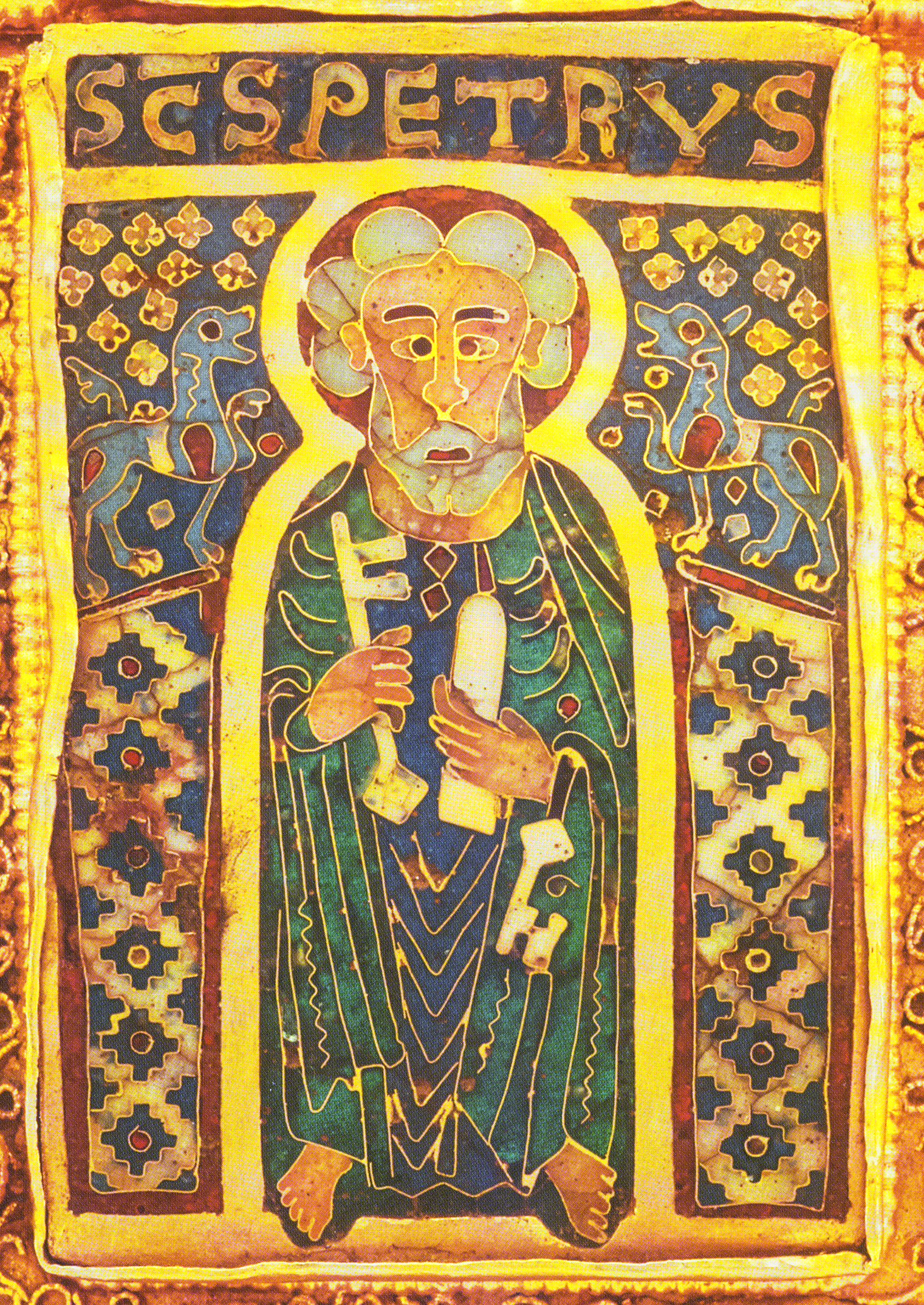
São Pedro
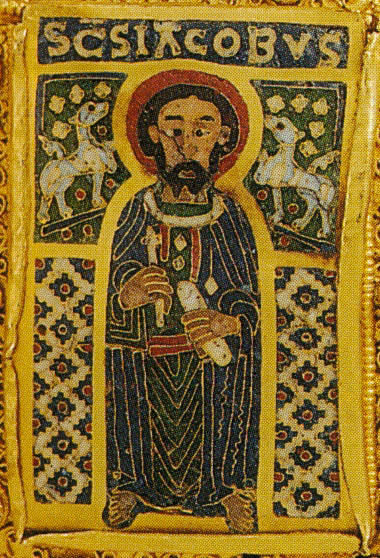
São Tiago
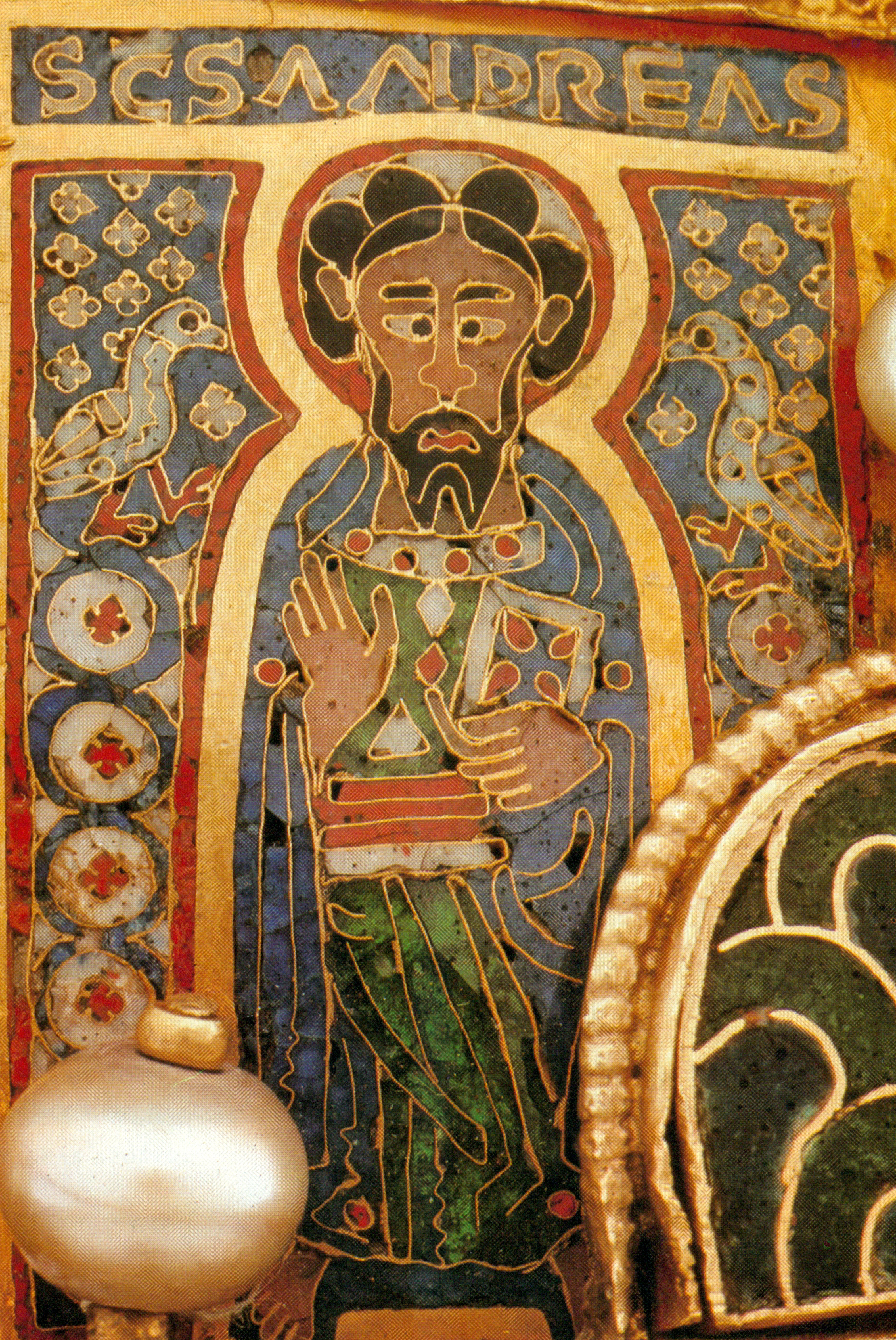
Santo André

### Cruz
A Cruz foi anexada à coroa de forma áspera, rompendo com a imagem de Cristo na parte superior. Esta adição pode ter ocorrido durante o século XVI. A Cruz ficou torta no século XVII, quando a coroa foi danificada, possivelmente pela parte superior da caixa de ferro onde a coroa era guardada ter sido fechada às pressas sem a coroa de ter sido colocada corretamente. A cruz desde então foi deixada nesta posição inclinada e é sempre retratada como tal.

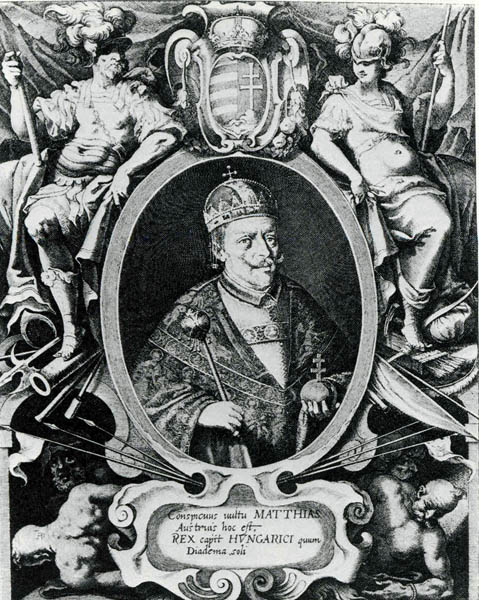
Gravura de Matias II da Hungria, mostrando a cruz na posição vertical.

Éva Kovács sugere que a cruz presente no topo da coroa é uma substituição da original, que estava no relicário que continha três pedaços da Verdadeira Cruz e que foi esta presença na Coroa Santo que a santificou. Ela afirma que "Szabolcs Vajay, chamou a minha atenção um estranho incidente na história da coroa que tinha escapado completamente a atenção de todos. Antes da Rainha Isabel entregar a regalia de Fernando em 1551, ela quebrou a cruz do pico da coroa para seu filho, João Sigismundo. De acordo com um contemporâneo cronista polonês, João Sigismundo usava esta cruz no peito até o fim de sua vida, "[…] porque ele aqueles que possuem esta cruz vai novamente entrar na posse das peças em falta que, submetidos ao poder da cruz, tinha pertencido a ele ". Mais tarde, a cruz tornou-se propriedade de Sigismund Bathory que, convencido por seu confessor, concedeu-o Imperador Rodolfo II. Isso foi relatado por um emissário italiano em Praga, que também contou a história de Isabel e João Sigismundo".” Ela também observa que "Vários pequenos fragmentos da Verdadeira Cruz estavam na posse da dinastia Árpád. Como um ponto de interesse, é precisamente os mais pequenos, aqueles definidos na cruz no peito, que são atribuídas a Santo Estêvão. Cerca de um pequeno fragmento da Verdadeira Cruz, as campanhas de um cronista russo sobre o Rei Geza II escreveu que tinha sido propriedade do Rei-Santo e, apesar de seu pequeno tamanho, era uma relíquia de grande força. Estamos, talvez, não para fora da pista quando presumindo que a coroa húngara era santo porque ele já havia sido reforçada com um fragmento da relíquia vitória que ostentava… sabemos muito pouco da coroa com o relicário. Para citar apenas o exemplo mais óbvio, vamos citar a coroa que Carlos IV tinha uma cruz contendo uma relíquia em forma de espinho espinho". Mais tarde, foi a própria Coroa, em vez de relicário com a cruz de Santo Estêvão, que chegou a ser considerado como santa através de sua associação com o tradicional com Santop Estêvão. Éva Kovács nota ainda, a este respeito, sobre o uso precoce da cruz patriarcal ou dobrada e coroa de antigo Brasão húngaro real de armas. O relicário atravessa frequentemente para tomar tal forma dupla barrou o uso de uma cruz patriarcal das Armas Reais que seria uma referência direta ao se representar esta Relíquia Real. Esta associação entre a coroa e esta relíquia real também ajudaria a comprovar a teoria de que a Coroa Santa foi sempre teve a intenção de servir o seu papel histórico de legitimar a posição de seu portador como o verdadeiro Rei Divinamente da Hungria.

### A coroa como um todo
A forma da Coroa Santo é idêntico ao das coroas tipo kamelaukion com os topos fechados introduzidas no Império Bizantino. O uso de muitas imagens também é típico de coroas bizantinas. Quando as bandas de interseção foram adicionados ao Coroa Grega durante o governo de Béla III, que havia sido criado em Constantinopla, e as bandas foram decorados assim como o coroa grega foi, talvez com a intenção de imitar as coroas bizantinas.

### Identidade
A possibilidade da coroa Latina com bandas transversais vêm do próprio tesouro de Santo Estêvão. Por outro lado, no momento da criação da coroa, havia esperança de que se incluiria algumas obras de ouro antigas, por serem ligados ao primeiro, beatificado rei Santo Estêvão.
A inscrição bordada no manto, que usado na Cerimônia de Coroação dos Reis Húngaros da uma mostra com certeza que Santo Estêvão e sua esposa, a Rainha Gisela da Baviera, ordenaram a sua elaboração, o que remonta ao ano 1031.
O cetro, usado na coroação dos Reis da Hungria, que tem um orbe ou o mundo em sua extremidade superior, também pode ser da época do Santo Estêvão. Em selos de seus contemporâneos, os Imperadores Henrique II e Rodolfo III de Borgonha, ambos carregando um cetro com a mesma forma são representados. Este cetros são de pequeno comprimento e com uma esfera em sua extremidade superior e só foram usados naquela época.

## Concepção da coroa húngara
No início do século XIX, ela foi avaliada. O valor da moldura de ouro e joias que decoram a coroa ascendia a 20 000 florins de ouro, mas o seu valor artístico e simbólico é incalculável. Carlos I Roberto da Hungria teve que ser coroado três vezes pelo fato de não ter usado a Coroa de Santo Estêvão, no ano de 1310. Um exemplo que mostra a importância política e simbólica da Coroa Sagrada da Hungria, é visto no fato de que, durante a Hungria do período entreguerras, foi de 1920 até 1946 a "Reino com o trono vacante", mesmo após o Rei, Carlos IV (Carlos I como Imperador da Áustria), tendo em duas ocasiões durante o ano de 1921 recuperar o trono sem sucesso.
Naquele momento, era um reino com o Rei ausente, foi monarca do país à Virgem Maria, que era venerada como Rainha da Hungria e, apesar da circunstância já que o regente, Miklós Horthy, era protestante. Promoveu-se a doutrina política que reconhecia a Personalidade Jurídica da Coroa Húngara. Isso significava que os poderes do monarca ou o governo veio a partir da coroa (e que isso não era apenas o Símbolo da Autoridade do Rei). Desta forma, o brasão de armas da Hungria manteve a Coroa de Santo Estêvão, enquanto a figura do rei tinha sido substituída, por um regente. Esta doutrina foi usada para justificar um regime fortemente conservador e carreirista que a Hungria se comprometeu a recuperar os perdido territórios da Coroa de Santo Estêvão, que arrastou o país uma aliança com o Terceiro Reich e sua derrota no final da segunda Guerra Mundial.
Hoje, a coroa de Santo Estêvão aparece no brasão de armas do país. Esta circunstância é controversa com os países vizinhos, já que ela poderia simbolizar eventuais reclamações dos territórios que pertenciam ao Reino da Hungria. Grande parte da população considera a coroa como símbolo da manutenção da soberania húngara para mais de um milénio de história turbulenta na Europa central. Os movimentos políticos mais conservadores mostrado favor para conceder poderes a coroa húngara e, portanto, fornecer-lhe personalidade jurídica.